# Kaple svatého Karla Boromejského (Praha)

## Historie

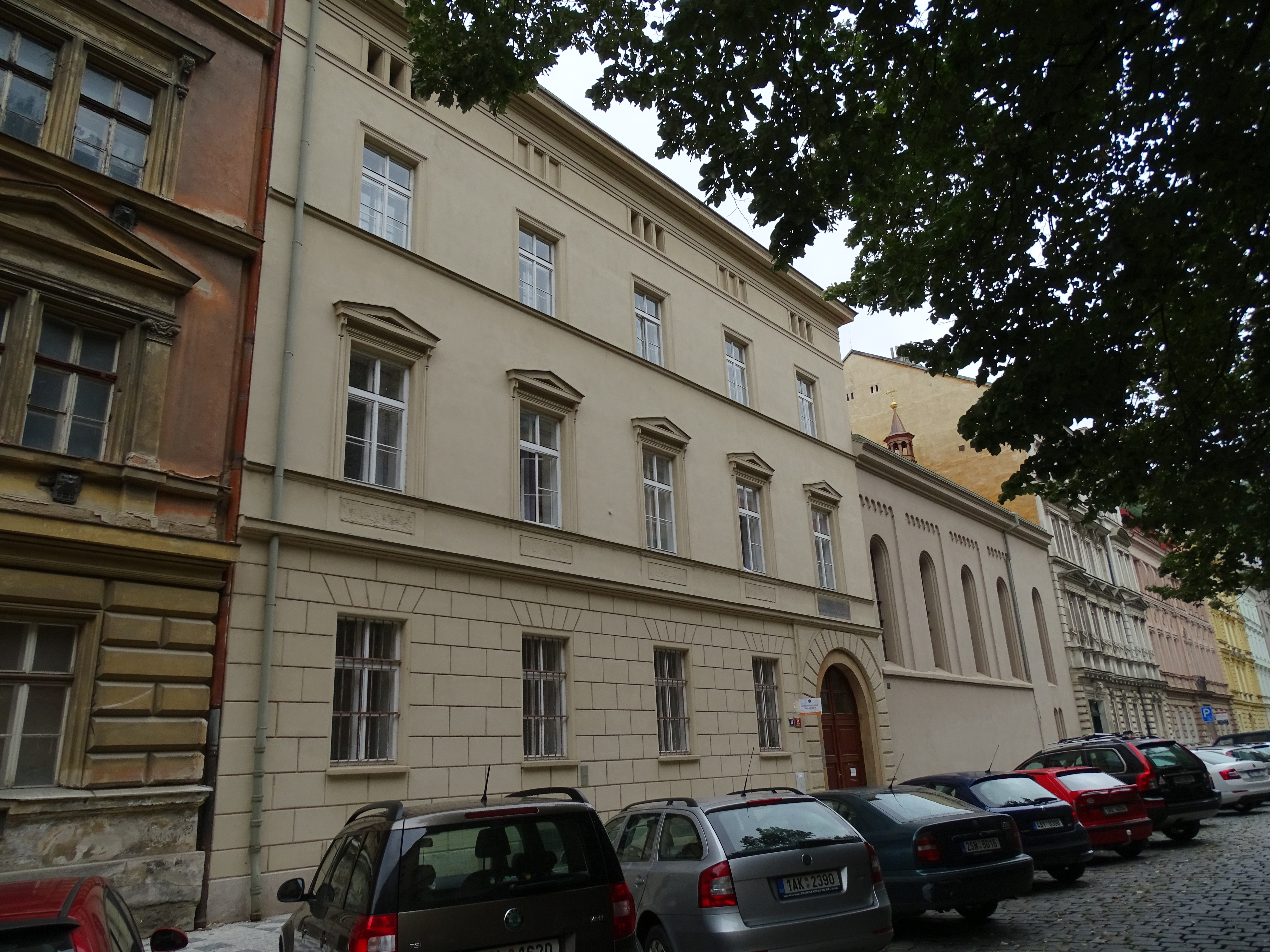
Kaple sv. Karla Boromejského

Neorománská kaple svatého Karla Boromejského byla součástí bývalého kláštera a školy pro mládež kongregace Milosrdných sester sv. Karla Boromejského. Byla postavena současně s celým objektem v letech 1864-1866 jako kaple domácí a vysvěcena byla kardinálem Bedřichem Schwarzenbergem rovněž roku 1866. Objekt sloužil svému účelu do roku 1946. Následně byl v budově zřízen Patentní úřad, v současné době areál slouží provincii Konfederace dcer Panny Marie Pomocné a je tu umístěna církevní škola.

## Popis

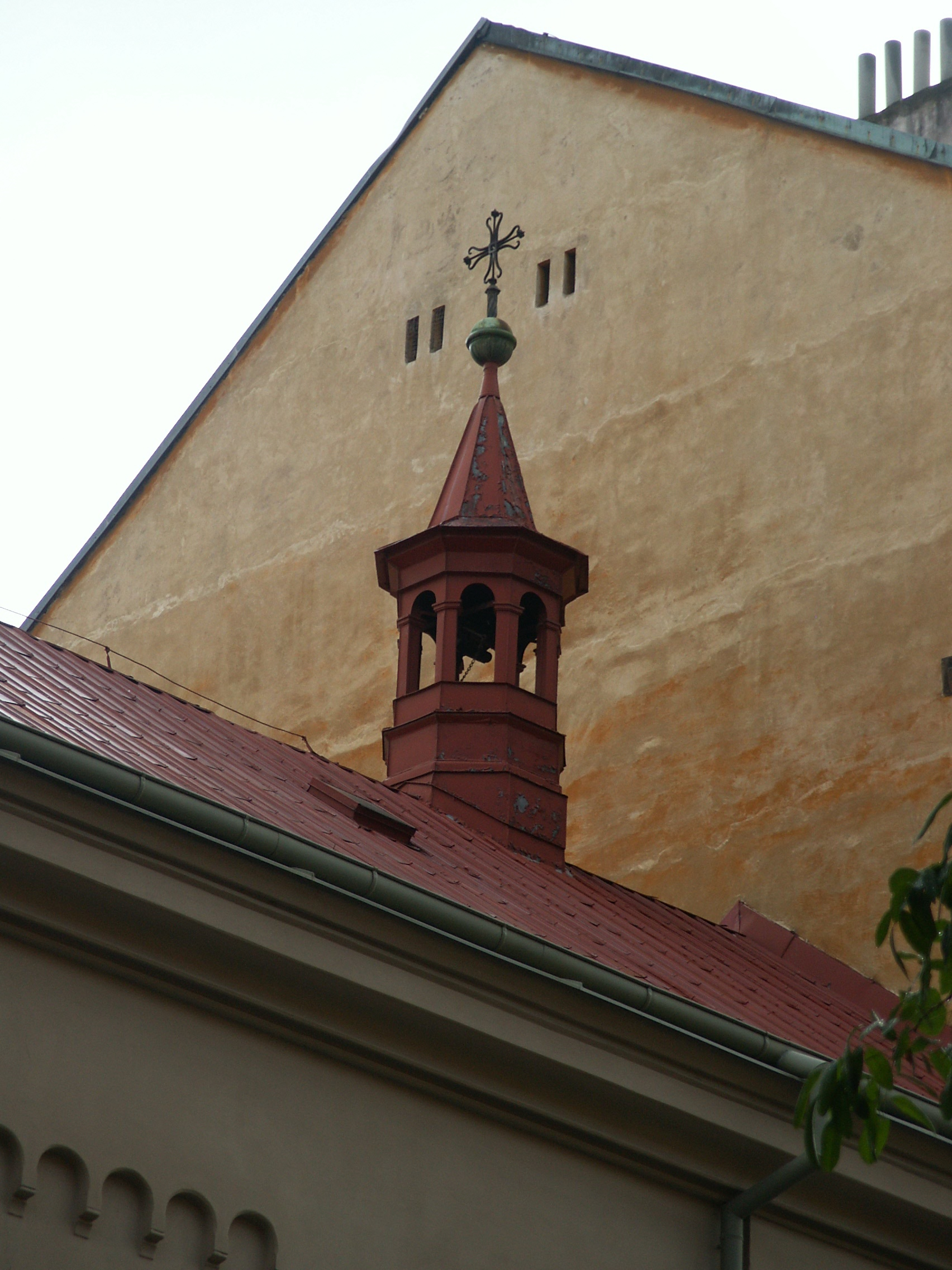
Věžička

Kaple má obdélníkový půdorys, v hlavním průčelí, které směřuje do ulice, jsou vysoká, půlkruhově zaklenutá okna. Vstup do kaple je z průjezdu, nad vchodem je kruchta, kde bývaly varhany. Hlavní oltář je novogotický s obrazem sv. Karla Boromejského od Josefa Kesslera z Vídně, interiér je vyzdoben ruční orientální malbou. Na hřebenu sedlové střechy v prostoru nad presbytářem je umístěna osmiboká věžička, ve které býval zavěšen zvon. V době povodní v roce 2002 byla kaple značně poškozena a pak postupně opravena.
Kaple je zapsána v seznamu kulturních památek.